# Pseudoplesiops wassi
Pseudoplesiops wassi, thường được gọi là cá đạm bì vây đốm, là một loài cá biển thuộc chi Pseudoplesiops trong họ Cá đạm bì. Loài này được mô tả lần đầu tiên vào năm 2003.
Loài này đặt theo tên của R.C. Wass, người đầu tiên ghi nhận báo cáo về loài này.

## Phân bố và môi trường sống
P. wassi phân bố tương đối rộng rãi ở Thái Bình Dương, hiện được biết đến tại Indonesia (Tây Papua và vịnh Cenderawasih), Papua New Guinea (quần đảo Caroline và quần đảo Hermit), Micronesia, Tonga, Fiji, Vanuatu và phía bắc rạn san hô Great Barrier. P. wassi thường sống xung quanh các rạn san hô ở độ sâu khoảng 1 – 60 m.

## Mô tả
P. wassi trưởng thành dài khoảng 3 cm. Thân của P. wassi có màu nâu nhạt với cái đầu màu hơi cam. Có đốm màu xanh lam tại gốc vây lưng và vây hậu môn. Chúng rất hiếm gặp.
Số ngạnh ở vây lưng: 1; Số vây tia mềm ở vây lưng: 27 - 29; Số ngạnh ở vây hậu môn: 2; Số vây tia mềm ở vây hậu môn: 16 - 18.
Thức ăn của P. wassi có lẽ là rong tảo và các sinh vật phù du nhỏ. Chúng thường sống đơn độc hoặc hợp thành các nhóm nhỏ rải rác.
P. wassi không được đánh bắt để phục vụ cho ngành thương mại cá cảnh.